# Swing, Swang, Swingin’
Swing, Swang, Swingin’ – album studyjny amerykańskiego saksofonisty jazzowego Jackiego McLeana, wydany z numerem katalogowym BLP 4024 i BST 56582 w 1960 roku przez Blue Note Records.

## Powstanie
Materiał na płytę został zarejestrowany 2 października 1959 roku przez Rudy’ego Van Geldera w należącym do niego studiu (Van Gelder Studio) w Englewood Cliffs w stanie New Jersey. Produkcją albumu zajął się Alfred Lion.

## Lista utworów
Opracowano na podstawie materiału źródłowego:
Wydanie LP
Strona A
| Nr | Tytuł utworu                     | Muzyka                             | Długość |
| -- | -------------------------------- | ---------------------------------- | ------- |
| 1. | „What's New?”                    | Bob Haggart, Johnny Burke          | 5:18    |
| 2. | „Let's Face the Music and Dance” | Irving Berlin                      | 4:49    |
| 3. | „Stablemates”                    | Benny Golson                       | 5:46    |
| 4. | „I Remember You”                 | Victor Schertzinger, Johnny Mercer | 5:15    |
|    |                                  |                                    | 21:08   |

Strona B
| Nr | Tytuł utworu        | Muzyka                            | Długość |
| -- | ------------------- | --------------------------------- | ------- |
| 1. | „I Love You”        | Cole Porter                       | 5:09    |
| 2. | „I'll Take Romance” | Ben Oakland, Oscar Hammerstein II | 5:46    |
| 3. | „116th and Lenox”   | Jackie McLean                     | 6:04    |
|    |                     |                                   | 16:59   |

## Twórcy
Opracowano na podstawie materiału źródłowego.
Muzycy:
- Jackie McLean – saksofon altowy
- Walter Bishop Jr. – fortepian
- Jimmy Garrison – kontrabas
- Art Taylor – perkusja

Produkcja:
- Alfred Lion – produkcja muzyczna
- Rudy Van Gelder – inżynieria dźwięku
- Reid Miles – projekt okładki
- Francis Wolff – fotografia na okładce
- Ira Gitler – liner notes
- Michael Cuscuna – produkcja muzyczna (reedycja z 1997)